# Þúfuhraunstindur
Þúfuhraunstindur är en bergstopp i republiken Island. Den ligger i regionen Austurland, 400 km öster om huvudstaden Reykjavík. Toppen på Þúfuhraunstindur är 606 meter över havet.
Det finns inga samhällen i närheten.